# Tales of Xillia
Tales of Xillia  (prononcé Excilia)  (テイルズオブエクシリア, Teiruzu obu Ekushiria) est un jeu de rôle développé par le studio japonais Namco Tales Studio et est sorti le 8 septembre 2011 au Japon sur PlayStation 3. Le jeu est ensuite sorti en Amérique du Nord et en Europe en août 2013,.
Le jeu est développé sous la direction de Hideo Baba. La chanson d'introduction, intitulée Progress est signée par la célèbre chanteuse pop Ayumi Hamasaki.
Une version remastérisée intitulée Tales of Xillia Remastered est prévue pour le 31 octobre 2025 sur PlayStation 5, Xbox Series, Nintendo Switch et Microsoft Windows.

## Synopsis
Dans le monde de Rieze Maxia, les humains et les esprits coexistent pacifiquement. Les humains font des souhaits aux esprits et à leur tour, ceux-ci comblent les humains et survivent grâce à ces souhaits. Le plus puissant des esprits est Maxwell qui est également le plus vénéré d'entre eux. Dans le monde de Rieze Maxia se distinguent deux territoires : Auj Oule, qui est un pays en développement et Rashugal, qui possède déjà une technologie sans égale. Le jeu propose d'incarner au choix Jude Mathis, brillant étudiant en médecine parti étudier à la capitale de Rashugal, Fennmont, et qui cherchera un de ses professeurs parti dans un centre de recherche sécurisé après avoir fait admettre plusieurs personnes à son hôpital, ou bien Milla Maxwell, jeune femme accompagnée de quatre êtres invisibles et inquiète de la récente mort de plusieurs esprits, qui décide alors d'enquêter à Fennmont. Tous deux entrent dans le centre de recherche par effraction et verront une arme terrible capable de détruire le monde si elle était mise entre de mauvaises mains. Après avoir vu ce terrible secret et tenter en vain de la détruire, ils sont chassés par les soldats de Rashugal et sauvés in extrémis par Alvin, un mercenaire, et se dirigent vers Auj Oule, pays voisin et ennemi afin que Milla puisse exécuter un rituel lui permettant de retrouver l'intégralité de ses pouvoirs.

## Système de jeu
Contrairement aux autres jeux de la série des Tales of, il y a deux personnages principaux dans Tales of Xillia. Au début du jeu, le joueur choisit un des deux personnages et progresse tout au long de l'aventure en vivant les évènements du point de vue du personnage choisi. Le système de combat s'appelle "Double Raid Linear Motion Battle System" (DR-LMBS), et se base essentiellement sur le combat à deux en coopération. Ce système inclut le mode de combat de Tales of Graces f avec le CC et le demi tour sur 360° ainsi que celui de Tales of Vesperia avec le déplacement sur tout le terrain, la consommation de PM pour les artes ainsi que la barre de "hors limite" (liaison). On y apercevra aussi les "artes liés" ainsi que les artes mystiques.

## Personnages
- Jude Mathis

Age: 15 ans, taille: 1,63 m
Personnage doublé par Tsubasa Yonaga
Jude est un brillant étudiant de médecine qui étudie à la capitale de Rashugal, Fennmont. Il a tantôt une attitude calme et réfléchie tantôt des élans de crises insupportables dus à ses montées de stress ou tout simplement à son manque de maturité. Il se bat avec ses poings. Son habileté « Pivot Éclair » lui permet d'éviter une attaque et de passer derrière l'ennemi pour l'attaquer.
- Milla Maxwell

Age: 20 ans, taille: 1,68 m
Personnage doublé par Miyuki Sawashiro
Milla est une mystérieuse jeune femme qui peut contrôler les quatre esprits élémentaires Efreet (feu), Gnome (terre), Ondine (eau) et Sylphe (vent). Elle avoue qu'elle être venue d'un sanctuaire caché dans les montagnes après avoir ressenti la mort de plusieurs esprits. Elle est prête à tout quand il s'agît de protéger le monde sans montrer d'hésitation et déteste par ceux qui négligent le sauvetage du monde ou qui veulent le détruire. Elle est toujours honnête et n'a peur de rien et puise sa force dans sa volonté de sauver le monde. Elle est le grand esprit Maxwell et n'a aucune idée du mode de vie des humains mais apprend à les connaitre au fil de l'aventure. Elle se bat avec une épée et est aidée par les quatre esprits élémentaires. Son habileté « Variation Spirituelle » lui permet de convertir ses sorts de magie en techniques altérées lancées immédiatement.
- Alvin

Age: 26ans, taille: 1,82 m
Personnage doublé par Tomokazu Sugita
Alvin est un mercenaire qui a voyagé dans le monde pendant un certain temps. Il a une très bonne réputation pour un bon nombre de travaux terminés et donne tout ce qu'il peut faire. Bien qu'il soit amical, réfléchi et serviable, il a certains moments où il ne pense qu'à lui-même. Il fait toujours de son mieux pour garder profil bas. Cependant, il s'avérera très calculateur et manipulateur. Il utilise une épée et un pistolet comme armes de combat. Son habileté "Charge" lui permet de combiner son épée et son pistolet afin de booster une technique.
- Leia Rolando

Age: 15 ans, Taille: 1,58 m
Personnage doublé par Saori Hayami
Leia est apprentie infirmière et est également l'amie d'enfance de Jude. Elle est très souriante et apparaît toujours joyeuse. Elle essaye toujours de rendre heureux tout le monde et aide ceux qui sont dans le besoin. Elle travaille à la clinique de la famille de Jude dans leur ville natale de Leronde, et travaille parfois en tant que serveuse à l'auberge de ses parents. Sa joie et sa belle apparence cachent le fait que Leia soit très sportive et adore se vanter plus particulièrement quand elle gagne. Elle éprouve des sentiments pour Jude qui sont visibles dès le début de l'aventure. Son arme favorite s'apparente à tous les types de bâton. Sa capacité "Bâton Extensible" lui permet d'étendre son bâton pour causer davantage de dégâts.
- Elize Lutus

Age: 12 ans, Taille: 1,45 m
Personnage doublé par Haruna Ikezawa
Elize vient du village dans les montagnes d'Hamil sur le territoire d'Auj Oule. C'est une experte en invocation de techniques spirituelles bien qu'elle soit encore très jeune. Cependant, elle est incroyablement timide du fait qu'elle ne côtoie que très peu d'autres personnes. Elle est accompagnée d'une poupée pourpre du nom de Teepo qui parle la plupart du temps à sa place et qui s'avère être son seul ami. Bien qu'elle craigne la compagnie d'autres personnes, elle apprécie beaucoup Jude qui l'a sauvée des persécutions dont elle souffrait dans sa ville natale. Elle combat à l'aide de Teepo et un sceptre pour lancer les sorts. Son habileté est "Alter Teepo". Celle-ci a deux fonctions. Pendant "Teepo On" Teepo va sur son dos permettant des attaques à distance à partir de son sceptre et augmenter la puissance de ses techniques spirituelles. Pendant "Teepo Off" Teepo flotte autour d'Elize, permettant des attaques de mêlée qui sont livrées par Teepo et lui permettant de protéger Elize.
- Rowen J. Ilbert

Age: 62 ans, Taille: 1,75 m
Personnage doublé par Mugihito
Rowen est majordome au sein d'une noble famille de la haute société: les Sharil plus particulièrement au service du seigneur Cline à la ville de Sharilton. Étant le personnage jouable le plus âgé, Rowen est aussi pourvu d'une attitude très calme. Aux moments tendus, il use d'humour pour calmer les choses. Il croit que le temps est précieux et qu'il ne devrait pas être gaspillé. C'est un spécialiste des sorts basés sur longue distance mais est aussi un expert à l'utilisation du sabre pour les attaques au corps à corps. Son habileté "Diapason" lui permet d'augmenter la puissance de ses sorts de diverses manières.

## Développement
Le jeu a d'abord fait parler de lui en juillet 2010 dans le magazine japonais Weekly Shōnen Jump, avant d'être annoncé officiellement par Namco Bandai une semaine plus tard lors d'une conférence de presse. La sortie du jeu a été officialisée pendant le Tales of Festival pour le 8 septembre 2011.